# Meanchey (quận)
Meanchey;à quận nằm ở đông nam thủ đô Phnôm Pênh, Campuchia. Quận được chia thành 8 Sangkat và 30 Krom. Diện tích của quận là 43,79 km². Theo thống kê năm 1998, dân số quận là 157.112 người.
Mã bưu chính quận Meanchey (12350)
| Số. | Sangkat         | Mã bưu chính |
| --- | --------------- | ------------ |
| 1   | Boeng Tumpun    | 12351        |
| 2   | Stung Mean Chey | 12352        |
| 3   | Chak Angré Krom | 12353        |
| 4   | Chak Angré Leur | 12354        |
| 5   | Chba Ampeou I   | 12355        |
| 6   | Chba Ampeou II  | 12356        |
| 7   | Niroth          | 12357        |
| 8   | Prek Pra        | 12358        |